# Huby-Saint-Leu
Huby-Saint-Leu korábbi község Franciaországban, Pas-de-Calais megyében. Lakosainak száma 840 fő (2022. január 1.). Huby-Saint-Leu Wamin, Grigny, La Loge, Marconnelle, Le Parcq, Aubin-Saint-Vaast, Cavron-Saint-Martin, Contes és Guisy községekkel határos.
2025. január 1-jén három másik korábbi községgel egyesült és az így létrejött Hesdin-la-Forêt új község része lett.

## Népesség
A település népességének változása:
| Lakosok száma | 934  | 902  | 896  | 886  | 886  | 884  | 869  | 855  | 840  |
|               | 2013 | 2015 | 2016 | 2017 | 2018 | 2019 | 2020 | 2021 | 2022 |